# كوليسيستوكينين
كوليسيستوكينين (بالإنجليزية: :Cholecystokinin)‏ ويعرف اختصاراً ب (CCK) هرمون ببتيدي للجهاز الهضمي مسؤول عن تنشيط هضم الدهون والبروتين، تنتجه الظهارة المخاطية للأمعاء الدقيقة وتحديداً خلايا العفج (القسم الأول من الأمعاء الدقيقة) استجابةً لوجود طعام مهضوم جزئياً في الاثني عشر، يسبب تقلص المرارة وبالتالي إفراز الصفراء إلى الأمعاء، ويسبب تحرر الإنزيمات الهضمية من البنكرياس. وهذا الهرمون يقوم بدور كابت للجوع.
في الدماغ، يعمل الكوليسيستوكينين ناقلًا عصبيًّا يتحكم بالشبع.

## التركيب
الـكوليسيستوكينين يتركب من حمض أميني ، وعائلته الهرمونية كالتالي e.g., CCK58, CCK33, and CCK8 .

## الوظيفة
يتوسط الـكوليسيستوكينين العديد من الإجراءات الحيوية مثل الهضم والتخمة، كما أنها تقول للمعدة أن تبطئ من سرعة الهضم حتى تقوم الأمعاء الدقيقة بهضم الدهون بفاعلية.